# Liste der iranischen Botschafter in Russland

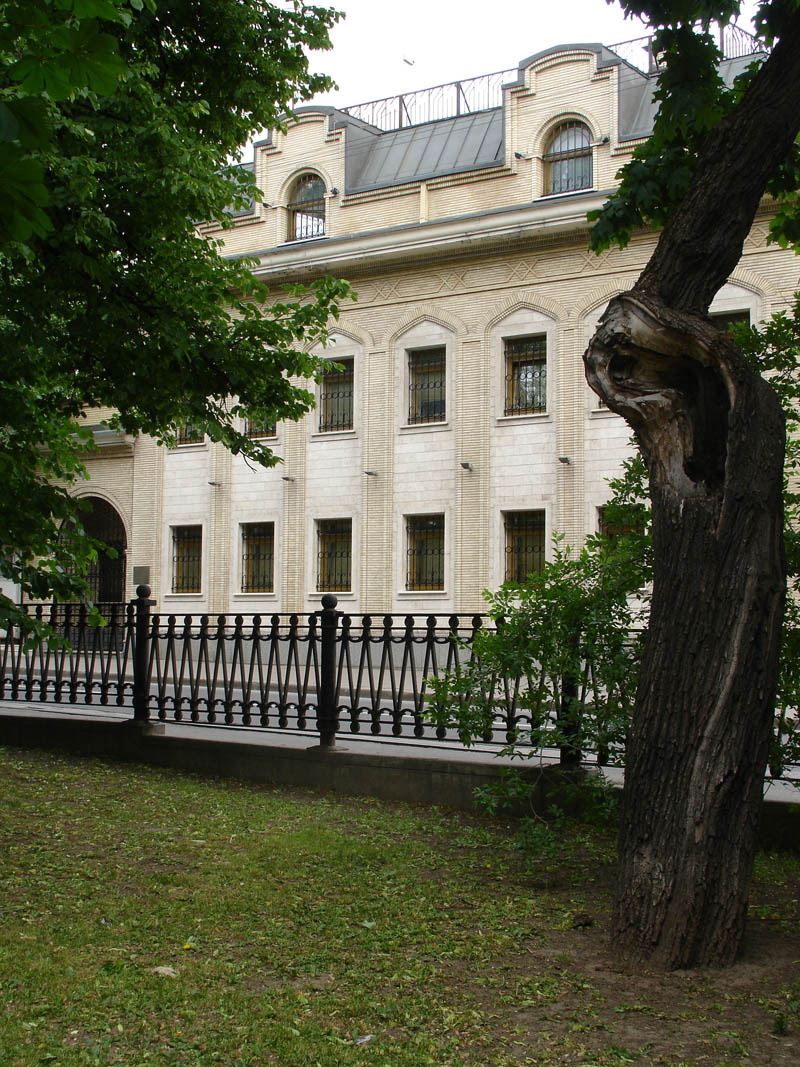
Persische Botschaft in Moskau, Pokrovsky Blvd 7

Die nachfolgende Liste nennt die persischen und iranischen Botschafter in Russland bzw. der Sowjetunion.
Die Adresse der Gesandtschaft Persiens war bis 1918 Sankt Petersburg und anschließend Moskau.

## Liste
| Ernennung Akkreditierung | Name                            | Bemerkungen                                     | ernannt von           | akkreditiert bei der Regierung      | Posten verlassen |
| ------------------------ | ------------------------------- | ----------------------------------------------- | --------------------- | ----------------------------------- | ---------------- |
| 1815                     | Abolhassan Khan Ilchi           |                                                 | Fath Ali Schah        | Alexander I. (Russland)             | 1816             |
| 1862                     | Yousuf Khan Mostashar al-Dowleh |                                                 | Nāser ad-Din Schah    | Alexander II. (Russland)            | 1863             |
| März 1917                | Eshagh Khan Mofakhamed-Dovleh   |                                                 | Ahmad Schah Kadschar  | Alexander Fjodorowitsch Kerenski    | März 1917        |
| Dez. 1917                | Asad Khan Bahador               | [ 1 ]                                           | Ahmad Schah Kadschar  | Lenin                               | Dez. 1917        |
| 1925                     | Hassan Arfa                     | [ 2 ]                                           | Reza Schah Pahlavi    | Alexei Iwanowitsch Rykow            | 1934             |
| 1. Juni 1936             | Anoushirvan Sepahbodi           |                                                 | Reza Schah Pahlavi    | Wjatscheslaw Michailowitsch Molotow | Apr. 1938        |
| 21. Apr. 1938            | Mohammad Sa'ed Maraghei         |                                                 | Reza Schah Pahlavi    | Wjatscheslaw Michailowitsch Molotow | 28. März 1944    |
| 1950                     | Nader Arasteh                   |                                                 | Mohammad Reza Pahlavi | Josef Stalin                        | 21. Mai 1952     |
| 1961                     | Ali Gholi Ardalan               |                                                 | Mohammad Reza Pahlavi | Nikita Sergejewitsch Chruschtschow  | 1962             |
| 1978                     | Adamiyatt, Tahmouress           | [ 3 ]                                           | Mohammad Reza Pahlavi | Leonid Iljitsch Breschnew           |                  |
| 1979                     | Mohammad Mokri                  |                                                 | Ali Chamene’i         | Juri Wladimirowitsch Andropow       | 1980             |
| 1983                     | Kia Tabatabai                   |                                                 | Ali Chamene’i         | Juri Wladimirowitsch Andropow       | 1984             |
| 1987                     | Nasser Heirani Nobari           | [ 4 ]                                           | Ali Chamene’i         | Michail Sergejewitsch Gorbatschow   | 1990             |
| 1990                     | Nematollah Izadi                | (* 11. August 1957) 2000: Botschafter in Maskat | Ali Chamene’i         | Michail Sergejewitsch Gorbatschow   |                  |
| 1. Juni 2005             | Gholamreza Ansari               |                                                 | Mohammad Chatami      | Wladimir Wladimirowitsch Putin      | 2. Okt. 2008     |
| 2011                     | Mahmoud Reza Sajjadi            |                                                 | Mahmud Ahmadinedschad | Wladimir Wladimirowitsch Putin      |                  |